# Hlavní beskydská magistrála
Hlavní beskydská magistrála Kazimierza Sosnowského (pol. Główny Szlak Beskidzki imienia Kazimierza Sosnowskiego, "GSB") je dálková turistická trasa vedoucí z Ustroně ve Slezských Beskydech do vesnice Wołosate v Bukovských vrších v Polsku. Je to nejdelší stezka v polských horách, dlouhá 496 km,  značená je červenou barvou. 

## Průběh trasy
Hlavní beskydská magistrála vede přes Slezské Beskydy, Beskid Żywiecki, Gorce, Beskid Sądecki, Nízké Beskydy a Bieszczady. Prochází nejvyššími částmi poských Beskyd a umožňuje přístup na: Velký Stožek, Baraní Góru, Babí horu, Policu, Turbacz, Lubań, Przechybu, Radziejowu, Jaworzynu Krynicku, Rotundu, Cergowu, Chryszczatu, Smerek a Halicz i do obcí jako: Ustroň, Węgierska Górka, Jordanów, Rabka-Zdrój, Krościenko nad Dunajcem, Rytro, Krynica-Zdrój, Iwonicz-Zdrój, Rymanów-Zdrój, Komańcza, Cisna, Ustrzyki Górne atd.

## Historie
Hlavní beskydská magistrála byla vyznačena v meziválečném období. Trasa západní části (Ustroň - Krynica) byla založena Kazimierzem Sosnowským a dokončená v roce 1929. Východní část, podle projektu Mieczysława Orłowicze, byla dokončena v roce 1935 a vedla až do Čornohory, která se nacházela v té době v Polsku. Mezi lety 1935 a 1939 byla pojmenovaná po Józefu Piłsudském.

## Hlavní beskydská magistrála a Česko
Hlavní beskydská magistrála se napojuje na česko-polskou hranici mezi Kyčerou a Velkou Čantoryjí v Slezských Beskydech.

## Rekordy
V současnosti nejkratší čas absolvování celé magistrály patří Macieju Więckovi (inov-8 team PL), který tuto trasu absolvoval za 114 hodin a 50 minut ve dnech 20. – 24. června 2013. Předtím téměř 7 let tento rekord patřil Piotrovi Kłosowiczovi, kterému v září roku 2006 absolvování celé magistrály zabralo 168 hodin. Oba soutěžící překonali GSB z východu na západ, avšak Piotr Kłosowicz to udělal bez podpůrného týmu, zatímco Maciej Więcek s podporou.

## Galerie

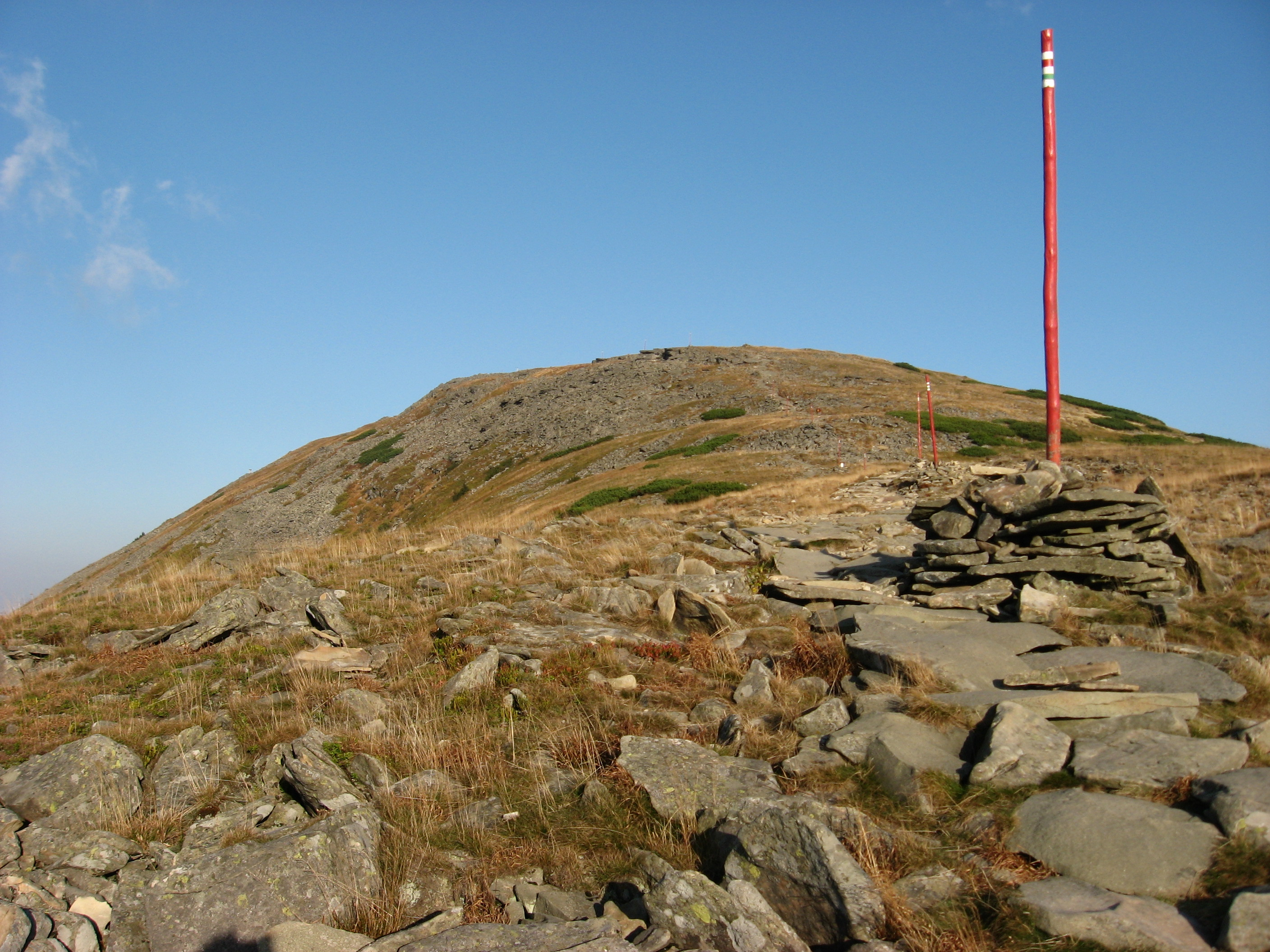
Vrchol Babí hory (1725 m, nejvyšší bod magistrály)
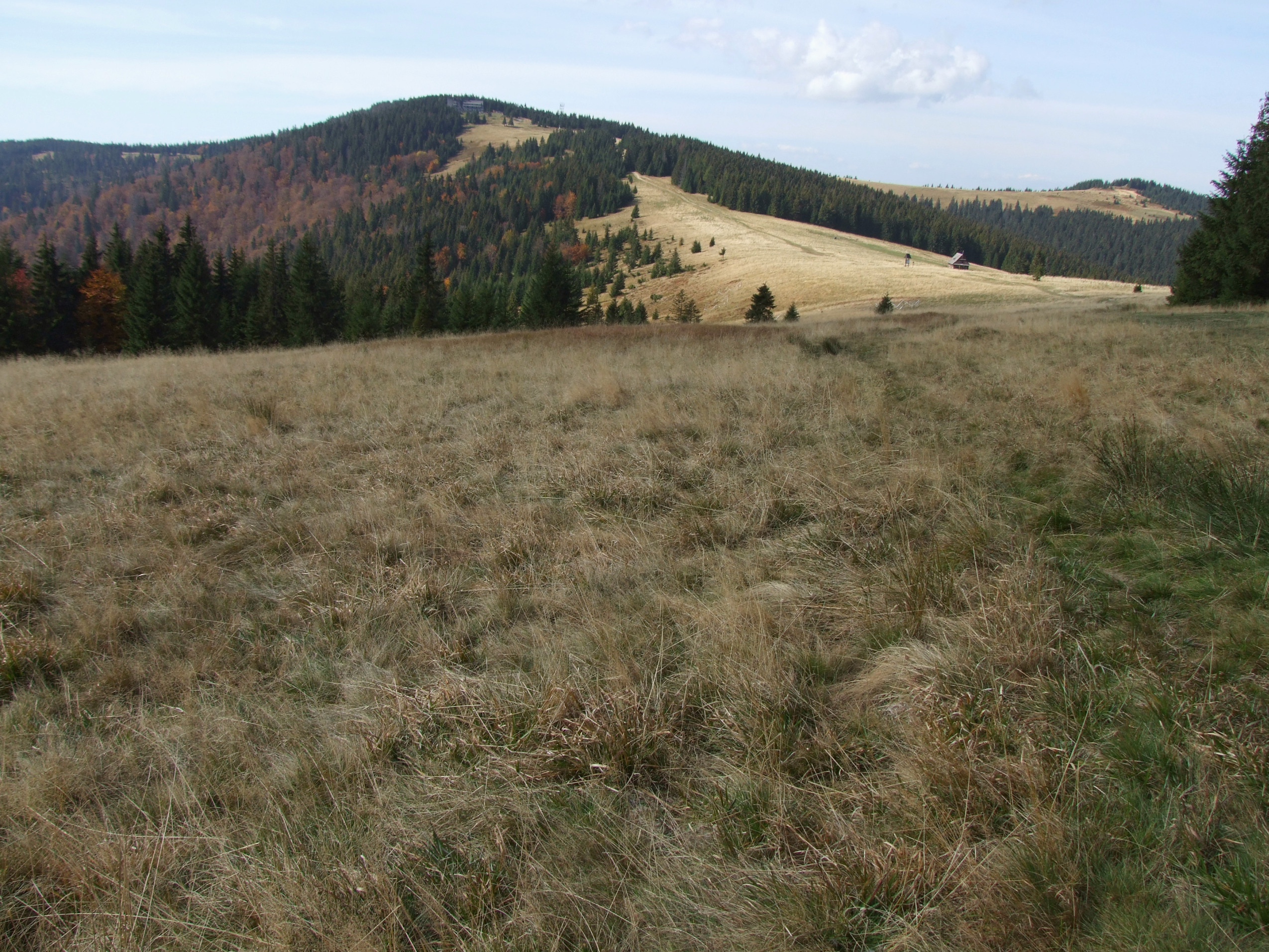
Turbacz a Hala Długa ("dlouhá louka")
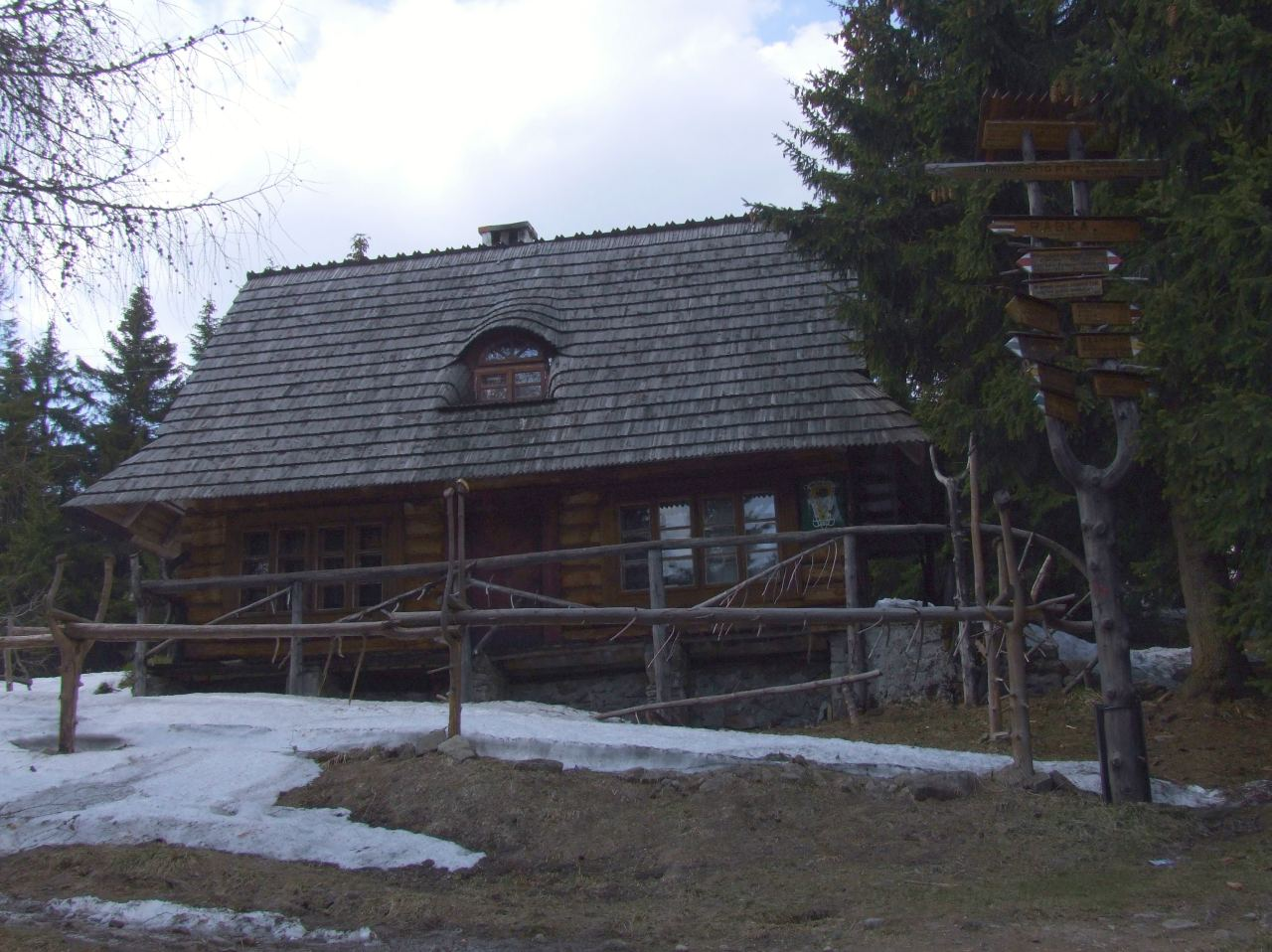
Chata PTTK na Turbaczu (Gorce)
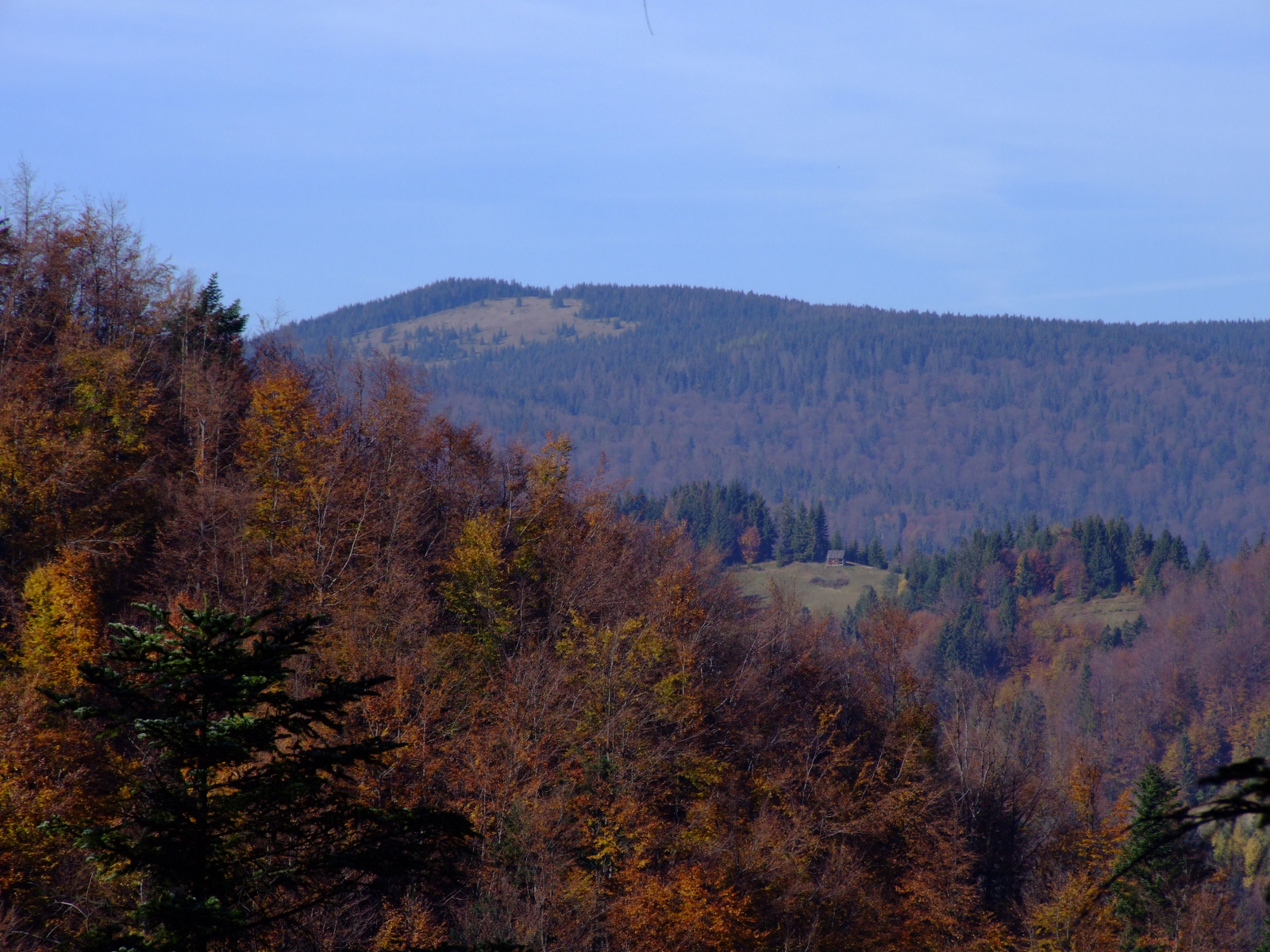
Pohled na Kiczoru z hřebene Lubańa
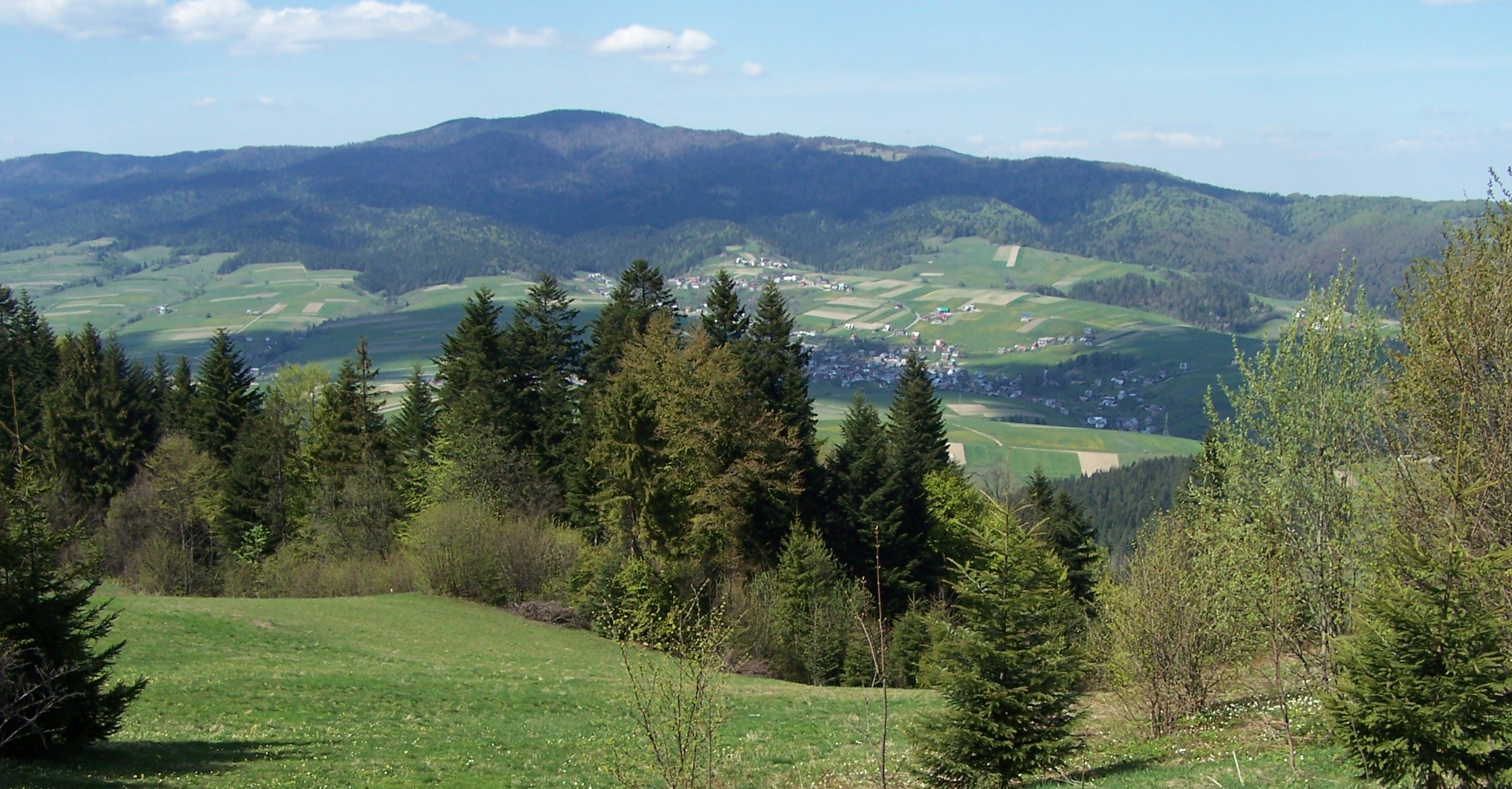
Pohled na hřeben Lubańa z Pienin
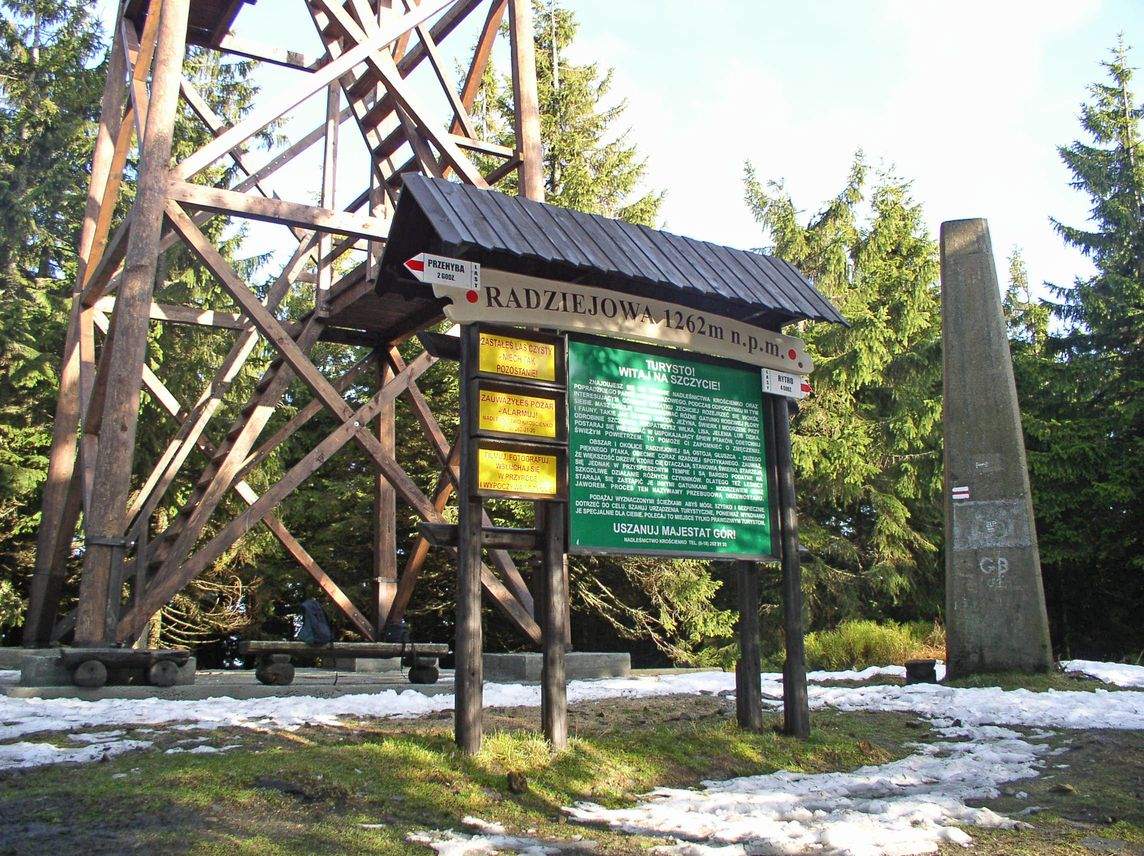
Vrchol Radziejowa